# هولگر زلنتین
هولگر زلنتین (انگلیسی: Holger Zellentin؛ زادهٔ ۱۷ ژانویهٔ ۱۹۷۶) متخصص دین‌شناسی، و دانشیار دانشگاه توبینگن آلمانی است. آثار او بر مذاهب خاور نزدیک باستان و خاورمیانه، قرآن و زمینه تاریخی آن، یهودیت هلنیستی و انسان‌شناسی دین باستانی متمرکز است.